# Claudius Postumus Dardanus
Claudius Postumus Dardanus (? – ?) là pháp quan thái thú xứ Gaul từ đầu thế kỷ 5, cố sức chống lại Jovinus, được coi là một kẻ tiếm xưng đế vị của triều đình. Dardanus đã khiến cho vị tiếm vương phải chịu hình phạt cuối cùng sau khi bị Vua người Goth là Athaulf đánh bại tại Valencia.
Nhiều khả năng, Dardanus có xuất thân khiêm tốn và do các nghiên cứu và khả năng của ông đã đạt được vị thế của một quý tộc (một vị trí danh dự trong Đế quốc La Mã liên quan đến việc thâu tóm địa vị hiệu quả với tư cách là Nguyên lão nghị viên), và tiếp cận chức vụ thái thú xứ Gaul đến hai lần, có lẽ là lần đầu tiên vào năm 401-404 hoặc 406-407 và 412-413 trong lần thứ hai sau khi thuyên chuyển vào năm 407 sang chức pháp quan thái thú Gaul từ Augusta Treverorum (Trier) đến Arelate (Arles).
Dardanus là người cải đạo sang Kitô giáo và sau đó đã về hưu tại vùng núi Alps, nơi ông bắt đầu trao đổi thư từ với Jerome và Augustine thành Hippo. Là một người hâm mộ của Thánh Augustine mà ông từng có liên lạc thư từ với nhau, ông thành lập một tổ chức được gọi là Theopolis (tiếng Hy Lạp: "Thành phố của Chúa").  Tổ chức này được thành lập tại lãnh địa của Dardanus, mà ông đã mở rộng trên cả hai mặt của con đường dẫn từ Sisteron cho đến ngôi làng hiện nay Saint-Geniez có các bức tường thành bao quanh và cửa ra vào. Không có di tích khảo cổ học của thành phố này, chỉ có một dòng chữ Latinh khắc trên mặt đá dọc theo con đường này mà thôi.